# Charlesbourg (circonscription provinciale)
Pour les articles homonymes, voir Charlesbourg (homonymie).
Circonscription électorale provinciale du Canada
Charlesbourg est une circonscription électorale provinciale du Québec. 

## Historique
La circonscription existe depuis la refonte de la carte électorale de 1972 et a élu son premier député lors de l'élection de générale de 1973. Elle a été détachée des circonscriptions de Chauveau et Montmorency. Ses limites ont été modifiées lors des refontes de la carte électorale de 1980, 1992, 2011 (très mineur) et en 2017, alors que Charlesbourg a été agrandi vers le nord aux dépens de Chauveau.
La circonscription porte le nom de l'ancienne ville de Charlesbourg, aujourd'hui un arrondissement de la ville de Québec.

## Territoire et limites
La circonscription de Charlesbourg s'étend sur l'ensemble de l'arrondissement de Charlesbourg dans la ville de Québec, c'est-à-dire sur 30,82 km2. La population totale y était de 60 176 personnes en 2001. Lors des dernières élections générales, la circonscription représentait 50 702 électeurs.

## Liste des députés
| Législature                                       | Années       | Député | Député               | Parti               |
| ------------------------------------------------- | ------------ | ------ | -------------------- | ------------------- |
| Charlesbourg Créée depuis Chauveau et Montmorency |              |        |                      |                     |
| 30e                                               | 1973–1976    |        | André Harvey         | Libéral             |
| 31e                                               | 1976–1981    |        | Denis de Belleval    | Parti québécois     |
| 32e                                               | 1981–1982    |        | Denis de Belleval    | Parti québécois     |
| 32e                                               | 1983–1985    |        | Marc-Yvan Côté       | Libéral             |
| 33e                                               | 1985–1989    |        | Marc-Yvan Côté       | Libéral             |
| 34e                                               | 1989–1994    |        | Marc-Yvan Côté       | Libéral             |
| 35e                                               | 1994–1998    |        | Jean Rochon          | Parti québécois     |
| 36e                                               | 1998–2003    |        | Jean Rochon          | Parti québécois     |
| 37e                                               | 2003–2007    |        | Éric R. Mercier      | Libéral             |
| 38e                                               | 2007–2008    |        | Catherine Morissette | Action démocratique |
| 39e                                               | 2008–2012    |        | Michel Pigeon        | Libéral             |
| 40e                                               | 2012–2014    |        | Denise Trudel        | Coalition avenir    |
| 41e                                               | 2014–2018    |        | François Blais       | Libéral             |
| 42e                                               | 2018–2022    |        | Jonatan Julien       | Coalition avenir    |
| 43e                                               | 2022–présent |        | Jonatan Julien       | Coalition avenir    |

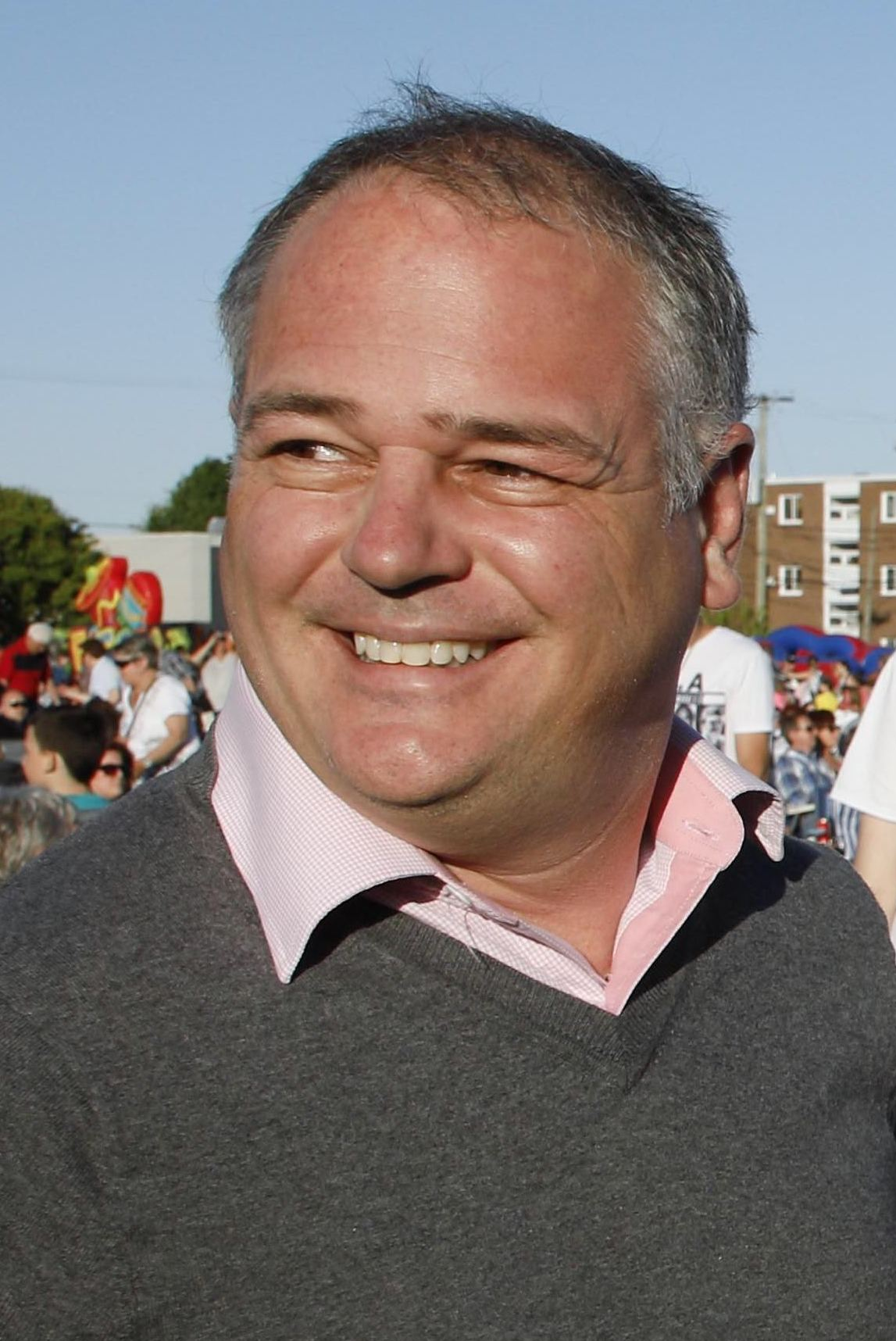
Jonatan Julien, député actuel de Charlesbourg.
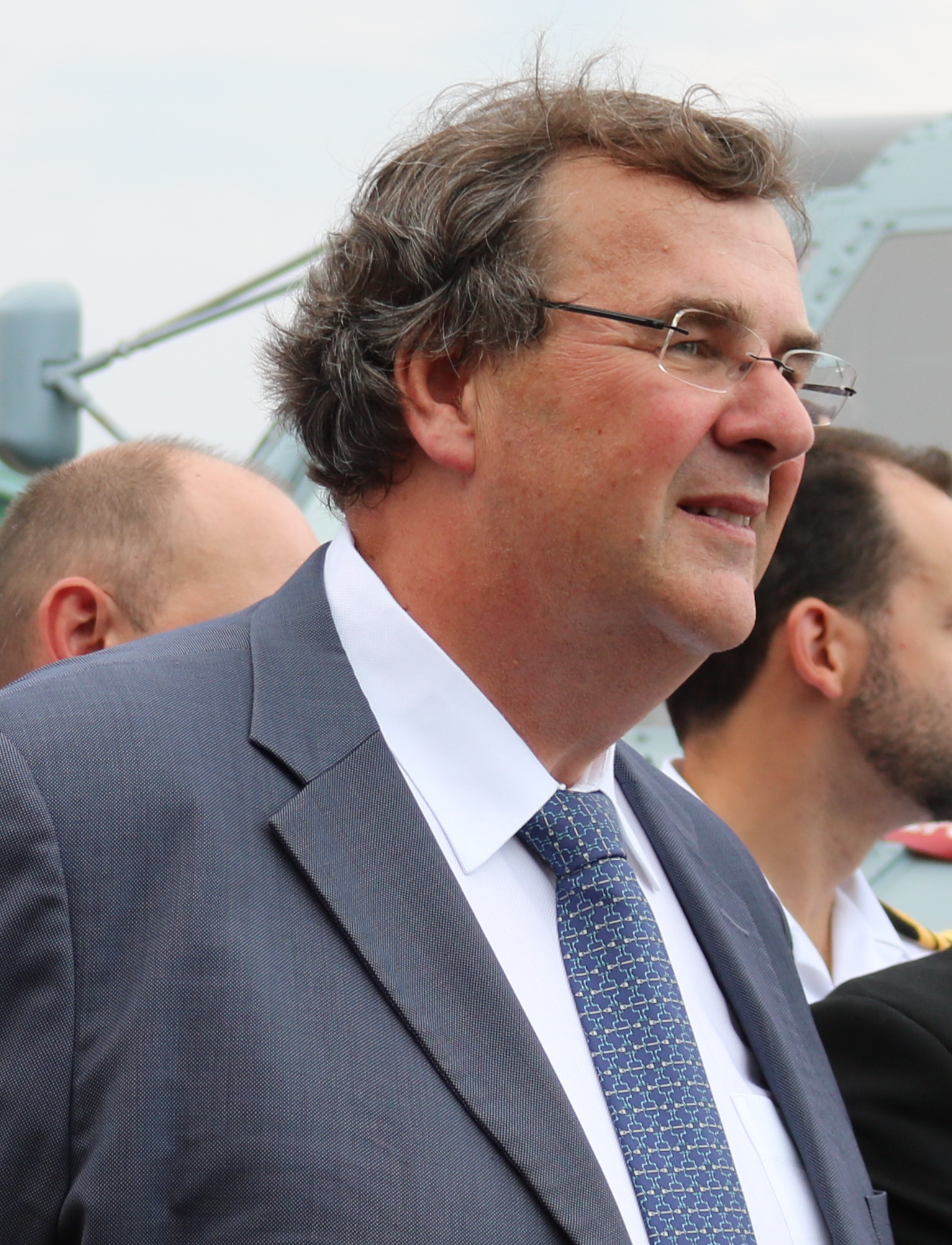
Francois Blais est député de Charlesbourg de 2014 à 2018 pour le Parti libéral du Québec.

## Résultats électoraux

### Évolution pour les principaux partis
| |
| - Parti libéral - Parti québécois - Crédit social (ancien) - Union nationale (ancien) - Action démocratique (ancien) - Québec solidaire - Coalition avenir - Parti conservateur |

### Résultats détaillés
|                                                                                               | Nom                      | Parti              | Nombre de voix | %      | Maj.   |
| --------------------------------------------------------------------------------------------- | ------------------------ | ------------------ | -------------- | ------ | ------ |
|                                                                                               | Jonatan Julien (sortant) | Coalition avenir   | 18 921         | 45 %   | 10 357 |
|                                                                                               | Jean Domingue            | Conservateur       | 8 564          | 20,4 % | -      |
|                                                                                               | Priscilla Corbeil        | Parti québécois    | 5 967          | 14,2 % | -      |
|                                                                                               | Ève Duhaime              | Québec solidaire   | 5 486          | 13 %   | -      |
|                                                                                               | Mahamadou Sissoko        | Libéral            | 2 518          | 6 %    | -      |
|                                                                                               | Odevie Essaidi           | Vert               | 348            | 0,8 %  | -      |
|                                                                                               | David Cantin             | Parti 51           | 163            | 0,4 %  | -      |
|                                                                                               | Daniel Pelletier         | Démocratie directe | 75             | 0,2 %  | -      |
| Total                                                                                         | Total                    | Total              | 42 042         | 100 %  |        |
| Le taux de participation lors de l'élection était de 74,6 % et 570 bulletins ont été rejetés. |                          |                    |                |        |        |

|                                                                                               | Nom                      | Parti              | Nombre de voix | %      | Maj.   |
| --------------------------------------------------------------------------------------------- | ------------------------ | ------------------ | -------------- | ------ | ------ |
|                                                                                               | Jonatan Julien           | Coalition avenir   | 19 985         | 48,1 % | 10 666 |
|                                                                                               | François Blais (sortant) | Libéral            | 9 319          | 22,4 % | -      |
|                                                                                               | Élisabeth Germain        | Québec solidaire   | 5 613          | 13,5 % | -      |
|                                                                                               | Annie Morin              | Parti québécois    | 4 868          | 11,7 % | -      |
|                                                                                               | Valérie Tremblay         | Conservateur       | 1 530          | 3,7 %  | -      |
|                                                                                               | Daniel Pelletier         | Équipe autonomiste | 212            | 0,5 %  | -      |
| Total                                                                                         | Total                    | Total              | 41 527         | 100 %  |        |
| Le taux de participation lors de l'élection était de 73,4 % et 821 bulletins ont été rejetés. |                          |                    |                |        |        |

|                                                                                               | Nom                      | Parti              | Nombre de voix | %      | Maj.  |
| --------------------------------------------------------------------------------------------- | ------------------------ | ------------------ | -------------- | ------ | ----- |
|                                                                                               | François Blais           | Libéral            | 16 934         | 42,1 % | 3 881 |
|                                                                                               | Denise Trudel (sortante) | Coalition avenir   | 13 053         | 32,4 % | -     |
|                                                                                               | Dominique Payette        | Parti québécois    | 7 215          | 17,9 % | -     |
|                                                                                               | Marie Céline Domingue    | Québec solidaire   | 1 936          | 4,8 %  | -     |
|                                                                                               | Milan Jovanovic          | Conservateur       | 450            | 1,1 %  | -     |
|                                                                                               | Sylvain Fiset            | Parti nul          | 315            | 0,8 %  | -     |
|                                                                                               | Guillaume Cyr            | Option nationale   | 257            | 0,6 %  | -     |
|                                                                                               | Daniel Lachance          | Unité nationale    | 52             | 0,1 %  | -     |
|                                                                                               | Normand Fournier         | Marxiste-léniniste | 40             | 0,1 %  | -     |
| Total                                                                                         | Total                    | Total              | 40 252         | 100 %  |       |
| Le taux de participation lors de l'élection était de 76,9 % et 431 bulletins ont été rejetés. |                          |                    |                |        |       |

|                                                                                               | Nom                     | Parti              | Nombre de voix | %      | Maj.  |
| --------------------------------------------------------------------------------------------- | ----------------------- | ------------------ | -------------- | ------ | ----- |
|                                                                                               | Denise Trudel           | Coalition avenir   | 15 288         | 36,9 % | 1 131 |
|                                                                                               | Michel Pigeon (sortant) | Libéral            | 14 157         | 34,2 % | -     |
|                                                                                               | Christophe Fortier Guay | Parti québécois    | 8 760          | 21,1 % | -     |
|                                                                                               | Marie Céline Domingue   | Québec solidaire   | 1 612          | 3,9 %  | -     |
|                                                                                               | Guillaume Cyr           | Option nationale   | 780            | 1,9 %  | -     |
|                                                                                               | Jérôme Paquin           | Parti nul          | 335            | 0,8 %  | -     |
|                                                                                               | Alain Pérusse           | Indépendant        | 232            | 0,6 %  | -     |
|                                                                                               | Daniel Lachance         | Unité nationale    | 112            | 0,3 %  | -     |
|                                                                                               | Yves Marier             | Équipe autonomiste | 103            | 0,2 %  | -     |
|                                                                                               | Pierre Chénier          | Marxiste-léniniste | 53             | 0,1 %  | -     |
| Total                                                                                         | Total                   | Total              | 41 432         | 100 %  |       |
| Le taux de participation lors de l'élection était de 79,9 % et 509 bulletins ont été rejetés. |                         |                    |                |        |       |

|                                                                                               | Nom                             | Parti               | Nombre de voix | %      | Maj.  |
| --------------------------------------------------------------------------------------------- | ------------------------------- | ------------------- | -------------- | ------ | ----- |
|                                                                                               | Michel Pigeon                   | Libéral             | 14 196         | 42,4 % | 4 382 |
|                                                                                               | Catherine Morissette (sortante) | Action démocratique | 9 814          | 29,3 % | -     |
|                                                                                               | Renaud Lapierre                 | Parti québécois     | 8 449          | 25,2 % | -     |
|                                                                                               | Martine Sanfaçon                | Québec solidaire    | 1 053          | 3,1 %  | -     |
| Total                                                                                         | Total                           | Total               | 33 512         | 100 %  |       |
| Le taux de participation lors de l'élection était de 65,8 % et 443 bulletins ont été rejetés. |                                 |                     |                |        |       |

|                                                                                               | Nom                       | Parti               | Nombre de voix | %      | Maj.  |
| --------------------------------------------------------------------------------------------- | ------------------------- | ------------------- | -------------- | ------ | ----- |
|                                                                                               | Catherine Morissette      | Action démocratique | 17 207         | 43,4 % | 6 364 |
|                                                                                               | Éric R. Mercier (sortant) | Libéral             | 10 843         | 27,3 % | -     |
|                                                                                               | Richard Marceau           | Parti québécois     | 9 828          | 24,8 % | -     |
|                                                                                               | Rama Borne MacDonald      | Vert                | 968            | 2,4 %  | -     |
|                                                                                               | Réjean Dumais             | Québec solidaire    | 837            | 2,1 %  | -     |
| Total                                                                                         | Total                     | Total               | 39 683         | 100 %  |       |
| Le taux de participation lors de l'élection était de 78,9 % et 305 bulletins ont été rejetés. |                           |                     |                |        |       |

|                                                                                               | Nom                | Parti               | Nombre de voix | %      | Maj.  |
| --------------------------------------------------------------------------------------------- | ------------------ | ------------------- | -------------- | ------ | ----- |
|                                                                                               | Éric R. Mercier    | Libéral             | 17 169         | 44,5 % | 6 233 |
|                                                                                               | Jonatan Julien     | Action démocratique | 10 936         | 28,3 % | -     |
|                                                                                               | Sylvie Tremblay    | Parti québécois     | 9 741          | 25,2 % | -     |
|                                                                                               | Yonnel Bonaventure | Vert                | 438            | 1,1 %  | -     |
|                                                                                               | Simon Carreau      | UFP                 | 329            | 0,9 %  | -     |
| Total                                                                                         | Total              | Total               | 38 613         | 100 %  |       |
| Le taux de participation lors de l'élection était de 79,1 % et 308 bulletins ont été rejetés. |                    |                     |                |        |       |

|                                                                                               | Nom                    | Parti                 | Nombre de voix | %      | Maj. |
| --------------------------------------------------------------------------------------------- | ---------------------- | --------------------- | -------------- | ------ | ---- |
|                                                                                               | Jean Rochon (sortant)  | Parti québécois       | 15 985         | 41 %   | 33   |
|                                                                                               | Denis Roy              | Libéral               | 15 952         | 40,9 % | -    |
|                                                                                               | Stephan Asselin        | Action démocratique   | 6 309          | 16,2 % | -    |
|                                                                                               | Jean-Marie Fiset       | Indépendant           | 296            | 0,8 %  | -    |
|                                                                                               | Jean-Pierre Duchesneau | Démocratie socialiste | 273            | 0,7 %  | -    |
|                                                                                               | Wadi Bounouar          | Marxiste-léniniste    | 170            | 0,4 %  | -    |
| Total                                                                                         | Total                  | Total                 | 38 985         | 100 %  |      |
| Le taux de participation lors de l'élection était de 82,2 % et 564 bulletins ont été rejetés. |                        |                       |                |        |      |

|                                                                                               | Nom                   | Parti               | Nombre de voix | %      | Maj.  |
| --------------------------------------------------------------------------------------------- | --------------------- | ------------------- | -------------- | ------ | ----- |
|                                                                                               | Jean Rochon           | Parti québécois     | 17 908         | 47 %   | 7 495 |
|                                                                                               | Robert Gingras        | Libéral             | 10 413         | 27,3 % | -     |
|                                                                                               | André Fournier        | Action démocratique | 6 022          | 15,8 % | -     |
|                                                                                               | Alain Brasset         | NPD Québec          | 811            | 2,1 %  | -     |
|                                                                                               | Mario Bellavance      | Indépendant         | 804            | 2,1 %  | -     |
|                                                                                               | Johanne Horth         | Indépendant         | 561            | 1,5 %  | -     |
|                                                                                               | Bertrand Proulx       | Indépendant         | 508            | 1,3 %  | -     |
|                                                                                               | Michel Audy           | Loi naturelle       | 375            | 1 %    | -     |
|                                                                                               | Yves Bourret          | Indépendant         | 346            | 0,9 %  | -     |
|                                                                                               | Jean-François Rajotte | Indépendant         | 186            | 0,5 %  | -     |
|                                                                                               | Robert Laroche        | Indépendant         | 156            | 0,4 %  | -     |
| Total                                                                                         | Total                 | Total               | 38 090         | 100 %  |       |
| Le taux de participation lors de l'élection était de 84,7 % et 825 bulletins ont été rejetés. |                       |                     |                |        |       |

## Référendums
|  | Référendum                     | % du OUI | % du NON | Taux de participation |
|  | Référendum de 1980             | 47,74 %  | 52,26 %  | 88,37 %               |
|  | Accord de Charlottetown (1992) | 36,21 %  | 63,79 %  | 85,78 %               |
|  | Référendum de 1995             | 53,20 %  | 46,80 %  | 94,79 %               |